# First Love (Fernsehserie)
First Love (Originaltitel: First Love 初恋) ist eine japanische Dramaserie, die von den beiden Liedern First Love (1999) und Hatsukoi (2018) der Sängerin Hikaru Utada inspiriert wurde. Regie führte Yuri Kanchiku, die auch das Drehbuch schrieb. Die Serie wurde am 24. November 2022 weltweit auf Netflix veröffentlicht.

## Handlung
Ende der 90er Jahre kommen Yae Noguchi und Harumichi Namiki zusammen. Für beide ist es die erste wahre Liebe. Doch nach ihrer Schulzeit entwickeln sich ihre Leben in völlig verschiedene Richtungen und voneinander weg. Über die nächsten zwei Jahrzehnte hinweg erleben die beiden getrennt voneinander viele Höhen und Tiefen. Eines Tages führt das Schicksal sie wieder zusammen. Aber was hält die Zukunft für sie bereit?

## Besetzung und Synchronisation
Die deutschsprachige Synchronisation entstand nach den Dialogbüchern von Inez Günther und Peter Wagner sowie unter der Dialogregie von Maren Rainer durch die Synchronfirma FFS Film- & Fernseh-Synchron in München.
| Rolle                         | Schauspieler      | Synchronsprecher |
| ----------------------------- | ----------------- | ---------------- |
| Yae Noguchi                   | Hikari Mitsushima | Laura Maire      |
| Yae Noguchi (jugendlich)      | Rikako Yagi       | Laura Maire      |
| Harumichi Namiki              | Takeru Satō       | Felix Auer       |
| Harumichi Namiki (jugendlich) | Taisei Kido       | Leonard Rosemann |
| Tsunemi                       | Kaho              |                  |
| Yū Namiki                     | Minami            |                  |
| Bonji                         | Akiyoshi Nakao    |                  |
| Tsuzuri                       | Towa Araki        |                  |
| Uta Komori                    | Aoi Yamada        |                  |
| Taro                          | Gaku Hamada       |                  |
| Kojin                         | Osamu Mukai       |                  |
| Akihiko                       | Arata Iura        |                  |
| Ikunami Noguchi               | Kyōko Koizumi     |                  |

## Episodenliste
| Nr.                                                                           | Deutscher Titel                                  | Originaltitel            |
| ----------------------------------------------------------------------------- | ------------------------------------------------ | ------------------------ |
| 1                                                                             | Wenn der Flieder blüht                           | リラの花咲く頃           |
| 2                                                                             | Deine Stimme                                     | きみの声                 |
| 3                                                                             | Spaghetti Napoli                                 | ナポリタン               |
| 4                                                                             | Völlig losgelöst                                 | Space Oddity             |
| 5                                                                             | Gebärdensprache                                  | Talk in Sign Language    |
| 6                                                                             | Der sechste Sinn                                 | The Sixth Sense          |
| 7                                                                             | Die Ordnung der Träume                           | 夢のあとさき             |
| 8                                                                             | Der Proust-Effekt an einem bestimmten Nachmittag | 或る午後のプルースト効果 |
| 9                                                                             | Hatsukoi                                         | 初恋                     |
| Am 24. November 2022 wurden alle Folgen der Serie bei Netflix veröffentlicht. |                                                  |                          |